# Столбченко Григорій Вікторович
Сто́лбченко Григо́рій Вікторович (Груша) (* 15 липня 1965 смт Краснокутськ Харківської обл. — † 29 січня 2016) — український скульптор (мала пластика), графік, художник сучасного мистецтва, учасник національних і міжнародних виставок. Роботи демонструвалися у таких країнах: Німеччина, Італія, Нідерланди, США, Ізраїль, Росія, Югославія та інших. Представник Нової української хвилі.. Твори зберігаються у приватних колекціях та галереях в Україні й за кордоном.

## Життєпис

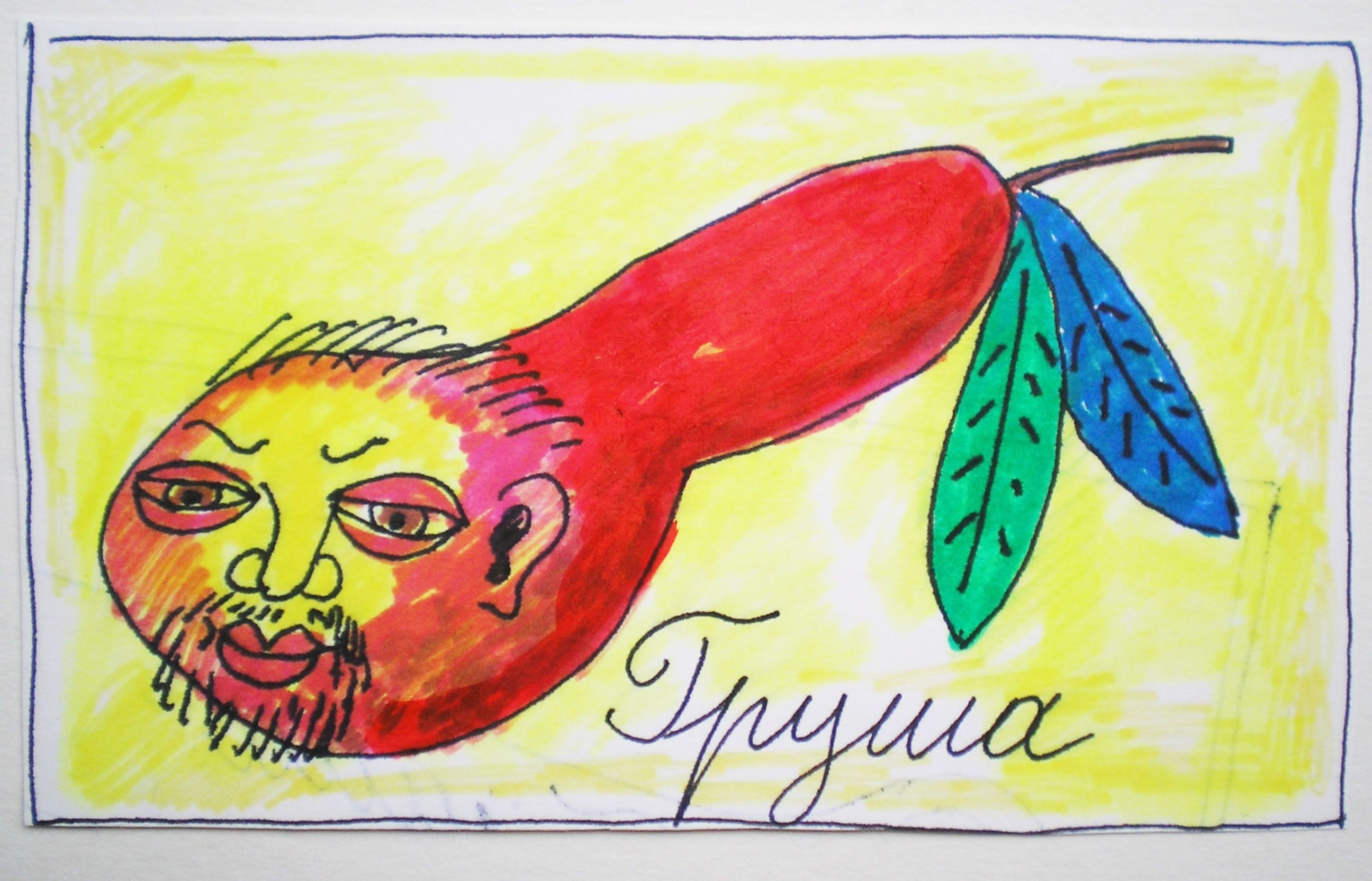
Г. Столбченко. Автопортрет.2006

Народився 15 липня 1965 в смт Краснокутськ Харківської обл. в сім'ї військовослужбовця Віктора Григоровича Столбченко (н.1938) і педагога Раїси Іванівни Столбченко (н. Погребняк, 1944). В сім'ї шанували мистецтво: батьки виступали з концертами хору «Надвечір'я», а бабуся художника, Столбченко Галина Василівна (1919—2005) була знаною у Краснокутську вишивальницею, яка охоче ділилася вмінням з онуком. Деякий час сім'я мешкала на Кольському півостріві, куди батька було направлено служити, коли хлопчик навчався у початкових класах. Багата й незвична для українця природа закарбувалася в пам'яті митця, збагатила розмаїттям персонажів, як от «Диво-риба», «Дідусь нерпа», улюбленці дітей і дорослих на подальших виставках. Рано захопився творчістю, в Києві закінчив Художню школу № 5. 

У 1986 закінчив Київський Художньо-Промисловий Технікум, спеціальність художник-конструктор.
По закінченні вишу працював на авіазаводі, у кооперативах, а потім лише на творчій роботі, створюючи виразну малу скульптуру (іноді й великого розміру), хоча власної майстерні не було (натомість гараж і оселя).
Був одружений з Оленою Генадіївною Семеновою-Столбченко (н.1966), за фахом педагогом. У 2009 у подружжя народився син Ілля.
29 січня 2016 року, у віці 50 років, Григорія Столбченко не стало, після швидкоплинного онкологічного захворювання. Похований на Київському Південному кладовищі (ділянка № 10).

## Творчість

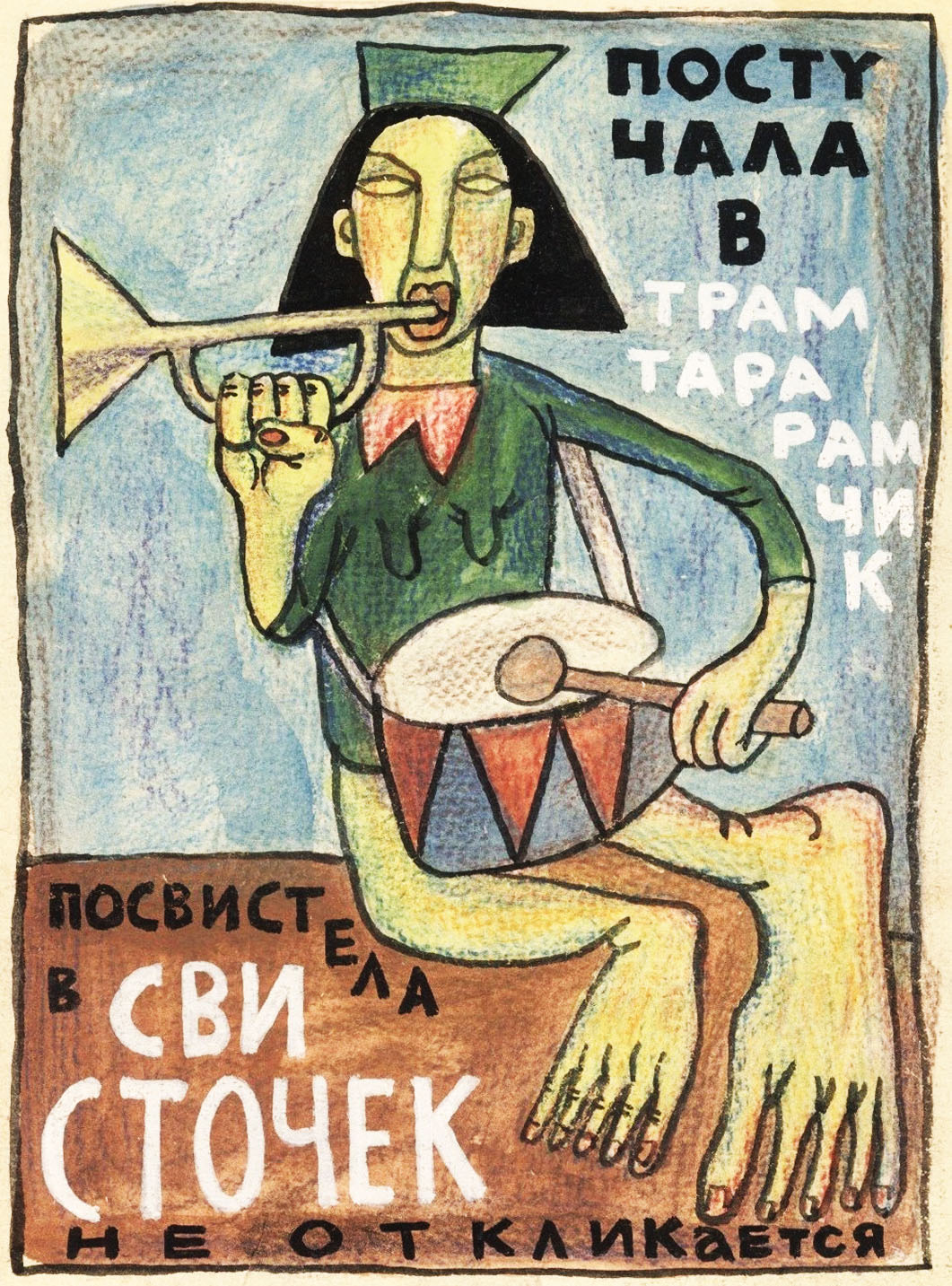
Г.Столбченко. Сторінка з книжки «Куди подівся козлик?»

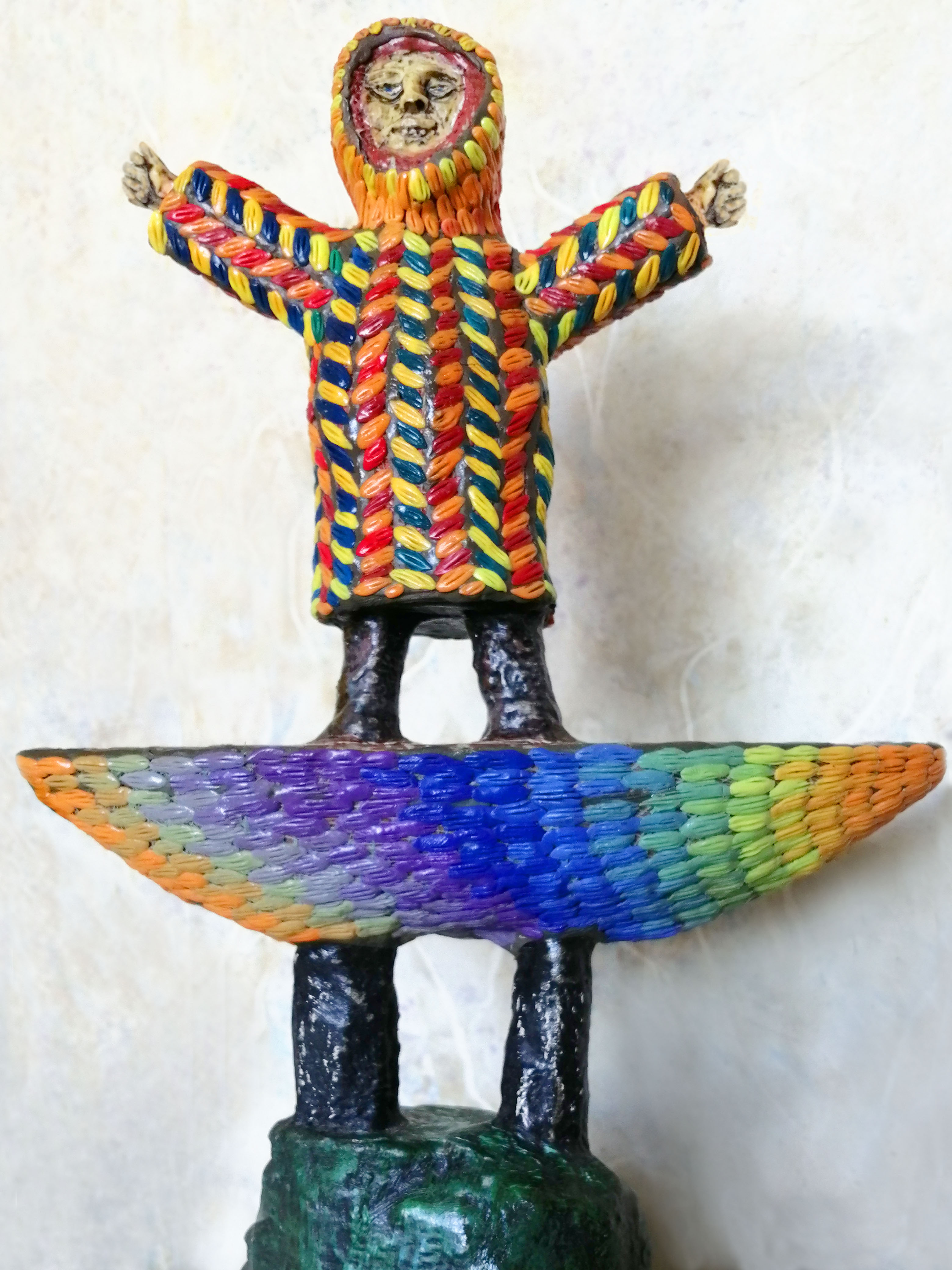
Г.Столбченко. Радісний рибалка. 2000

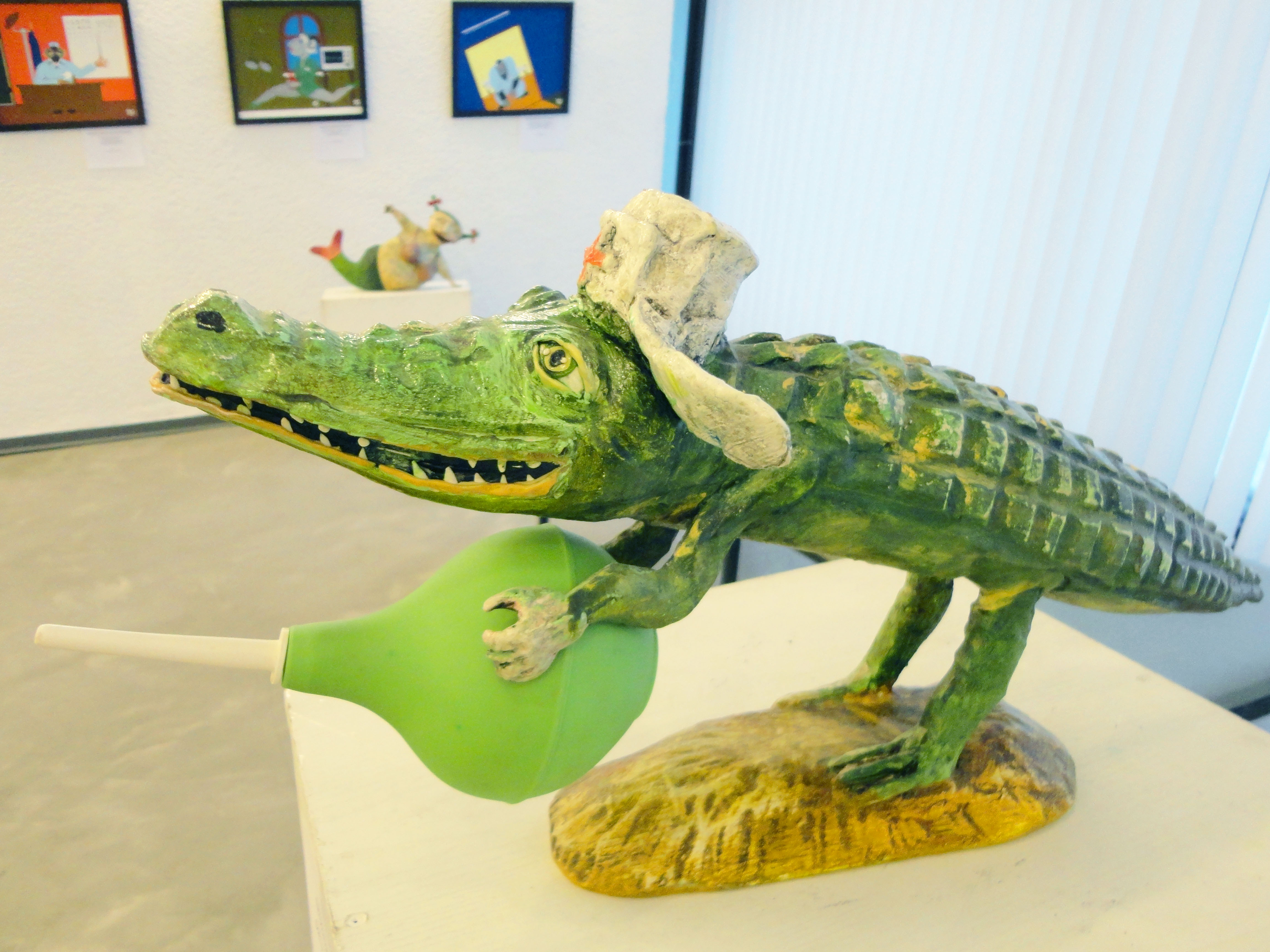
Г.Столбченко. Крокодил з виставки «Звірі в білих халатах». Зм.техніка. 2012

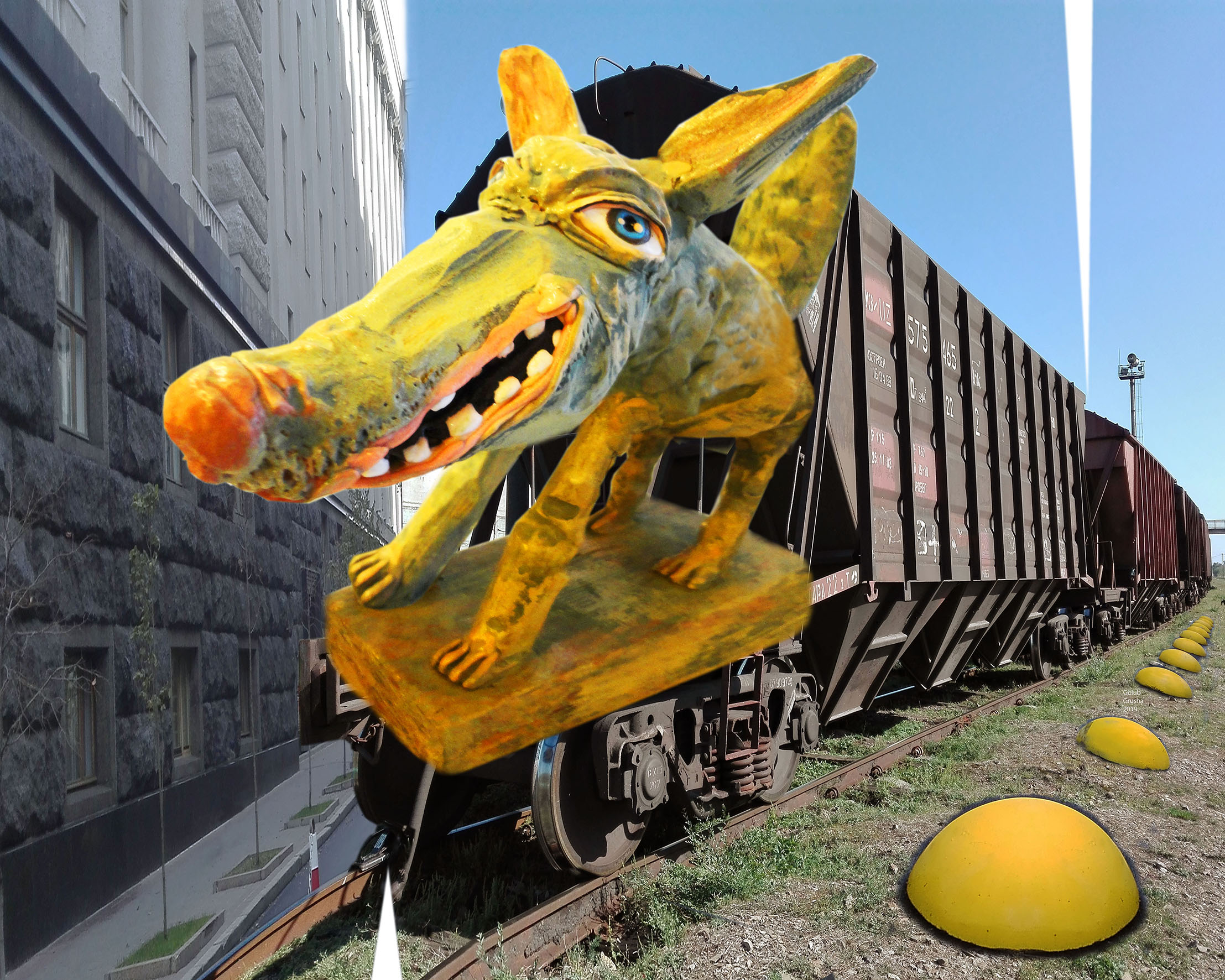
О. Голуб. З серії «Подарунки Груші» № 2, Цифровий друк, 2019

Навколо творчості Григорія Столбченко завжди збиралося чимало неоднозначних суджень, і ніколи не було байдужих, його твори водночас і приваблювали й відштовхували своєю незвичною естетикою.
"Існує карколомний світ, населений вічними «піонерами», які у своєму неосяжному ентузіазмі перетворюються на кентаврів-сурмачів чи на остаточно схибнутих «юних барабанщиків», що крокують під «аукцыоновськую» пісеньку-маніфест «А я старый пионэр», а обабіч шляху до світлого майбутнього, як верстові стовпи, бовваніють «Хлопчики, котрі блюють» і у тому ж трансцендентному ентузіазмі вичавлюють із себе раціональний світ; навколо плигають муміфіковані білочки, придуркуваті зайчики-мутанти — почвари з «повною деградацією на ліце» та інші персонажі великої картатої галюцинації, що її зовсім не хочеться покидати. Це — потворна принадність симпатичного незлостивого світу, який створює навколо себе київський художник Григорій (Груша) Столбченко…Він провокує «галюцинаторний реалізм» — вся його дерев'яна фарбована скульптура та дрібна пластика у мішаній техніці, попри абсолютну декоративність, залишає відчуття реальных створінь, зроблених «з натури». До цих «іграшок» народжуються ужиткові почуття — ними хочеться бавитися до нестями, до речі, саме діти найвдячніші Грушині шанувальники. Сам художник характеризує своє мистецтво як сполуку наїву з елементами експресіонізму …
Груша (псевдонім Григорія) наділений талантом бачити предмет або явище з протилежних ракурсів, які тільки він знав, як поєднати. Дитячий світ він поєднував з дорослим, гру й забавку вводив у серйозне мистецтво. Матеріал, який він використав для своєї пластики, теж поєднує властивості пластиліну для дитячої творчості і міцності каміння (після термічної обробки), як і годиться для справжньої скульптури. Це суралін, різновид термопластів, майстер сполучав з традиційним деревом, з якого різав основу скульптурних фігурок. Свою малу пластику назвав «пєцки», від стародавніх японських виробів нецке, тобто невеличких статуеток, які виготовляли з розмаїття сировини, від дерева до порцеляни, а ще від дитячої лічилочки, що починалася словами: «По-німецьки цацки-пєцки…» Суралінові видовжені веретенця (або зернятка, смужки тощо), кожне з яких скачане руками з додаванням фарби, Груша укладав на скульптурну основу, що нагадувало об'ємні стібки вишивки гладдю. Так було трансформовано бабусин досвід, а народне мистецтво художник поєднав з новітніми течіями сучасного мистецтва.
«У моїй творчості — два спрямування. Одне — веселе, тяжіє до коміксів і фольклору. Окрім моєї бабусі, яка чудово вишивала, на мене вплинула творчість Марії Примаченко… Друге —панківська культура, що дуже на мене вплинула, як і музика „Sex Pistols“,.. російські групи ДДТ, Звуки Му та ін…
Серед улюблених письменників Хармс, Бальзак, Достоєвський, О. Генрі, Чехов».
«Мистецтво не повинне бути красивим. Воно взагалі нікому нічого не винне», - так говорив майстер, підкреслюючи свою незаангажованість і свободу у виборі естетичної позиції.
Для нього було важливим вести діалог з глядачами, які б не чіплялися за стереотипи, а були вільними: «Японці заборонили випуск і продаж ляльок Барбі, аби не нав'язувати дітям банальні естетичні норми, й це правильно», — пояснював автор сором'язливу кутастість і зворушливу «хворобливість» своїх персонажів. Груша знайшов свій оригінальний стиль і сам придумав йому назву — «боротьба за радість».
Серед прихильників творчості Григорія Столбченко є чимало талановитих людей. Особливо він радів від зустрічей з улюбленими співаками Петром Мамоновим і Андрієм Макаревичем. Радів, що йому пощастило створити пам'ятник своєму однодумцю з минулого — Даниїлу Хармсу, до його 100-річного дня народження: «На тлі сонця з променями встановили стилізовані лаву і триногий столик. А опори столу — фігурки хармсовських персонажів, перевернутих догори дригом». Геній дивував абсурдністю творів, і його не всі розуміли.
Знаний мистецтвознавець Олексій Титаренко написав: «Про нього б тоді, у 30-ті, поруч із Марією Овксентіївною Пабло Пікассо сказав би: „А от вони два у вас!“ Та Груша й наразі contemporary більше ніж досить. Його грамотно виставити б у тому ж Парижі — нові дягілевські сезони розпочнуться».
Художниця Олена Голуб присвятила пам'яті скульптора, з яким разом провели не одну виставку, серію фотоінсталяцій «Подарунки Груші», де головними героями виступають його славнозвісні типажі. Серію цих робіт побачили у 2019 році в галереї Будапешту, Угорщина, і сприйняли схвально, з великою зацікавленістю.

### Участь у виставках
- 1989 — Павільйон «Народна творчість», ВДНГ, Київ
- 1991 — Творчий обмін художниками Україна-Югославія
- 1992—1993 — «Нові Території», Український Дім, Київ
- 1994 — «Argumentum exselentio» в рамках фестивалю «Золотий лев», Львів
- 1995 — «Оголена натура», галерея «Золоті ворота», Київ
- 1996 — Фестиваль галерей «Творчість без кордонів», галерея «Лавра», Київ
- 1996 — «Погляди з варенням», галерея сучасного мистецтва при фонді Сороса, Київ
- 1996—1997 — Всеукраїнський ART фестиваль галерей, Український Дім, Київ
- 1997 — Персональна виставка «Груша», галерея «ЕЗ», Київ
- 1998 — Персональна виставка «Так-так», галерея «ЕЗ», Київ
- 2000 — «Магія ляльки», галерея «Лавра», Київ
- 2000 — «Трійник», галерея «Триптих»,.Київ
- 2000 — Міжнародний Арт Фестиваль, Магдебург, Німеччина, каталог ст.29.
- 2001 — «Люди і звірі», (спільно з О. Голуб, О. Комісаренко, Л. Пішою), Український дім, Київ
- 2001 — «Великодній зайчик», галерея «Дім Миколи», м. Київ
- 2001 — Міжнародний Арт Фестиваль, Магдебург, Німеччина, каталог ст. 46, 130.
- 2001—2002 — «Армія в картинках», галерея «Блок А», Київ
- 2002 — «Тепло серед зими», галерея «Срібні Дзвони», Київ
- 2002 — «Короткі історії», Український Дім, м Київ
- 2003 — Міжнародний Арт Фестиваль, Магдебург, Німеччина, каталог ст. 123.
- 2003 — Персональна виставка «Білочка», галерея «Триптих», м. Київ
- 2005 — Арт- проект «100-річчя Хармса», Москва, Веретьево
- 2007 — Арт- проект «15 сестер — 15 республік», м. Москва, Веретьєво
- 2008 — Арт-проект «Пушкін і Дантес», Москва, Веретьєво
- 2008 — Персональна виставка «Здрастуй, літо!», Галерея «Парсуна», Київ
- 2008 — Арт- фестивалі «Український Дім», Київ
- 2009 — Арт- проект «Салат», Харків
- 2009 — Персональна виставка «Середина літа!», Галерея «Парсуна», Київ
- 2010 — «ФОЛЬК-Відлуння», галерея «Дукат», Київ
- 2011 — Фестивалі «Тедді», Росія, Санкт-Петербург
- 2012 — Персональна виставка «Звірі в білих халатах», галерея «Дім Миколи», Київ
- 2012 — «Art & Wood 2012» утилітарні арт-об'єкти, живопис, графіка, кераміка, текстиль, Музей історії Києва, Київ
- 2014 — «Гогольфест», «Мистецький Арсенал», Київ
- 2014 — Передноворічна виставка, «Мистецький Арсенал», Київ
- 2018 — «Доросле життя» (групова виставка наївного мистецтва), Музей історії Києва.